# 馬先卡
50°25′54″N 34°48′54″E / 50.43167°N 34.81500°E
馬什昌卡（烏克蘭語：Мащанка）是位於烏克蘭東北部的村莊，由蘇梅州奥赫蒂尔卡区的特羅斯佳內茨市鎮負責管轄。該村處於布伊梅爾河左岸，距離布拉特西克2.5公里，海拔高度122米，2001年人口328。